# سن-ایزیدور (روسییون)
سَن-ایزیدُر، روسییون (به فرانسوی: Saint-Isidore (Roussillon)) قصبه‌ای در منطقه شهری روسیون ناحیه مونترژی در استان کبک کانادا است. در سرشماری سال ۲۰۱۱ این قصبه ۲٬۴۷۶ نفر جمعیت داشته‌است و مساحت آن ۵۲ کیلومتر مربع است.